# الضوء (فلم)
الضوء (بالألمانية: Das Licht) هو فيلم درامي ألماني من أخراج وسيناريو توم تيكوير، وبطولة لارس أيدينجر ونيكوليت كريبيتز. عُرض لأول مرة في الدورة 75 لمهرجان برلين السينمائي الدولي في قسم حفل خاص في 13 فبراير 2025. وصدر في 20 مارس 2025 في دور العرض الألمانية. يناقش الفيلم مجموعة من الموضوعات والقضايا الراهنة ابرزها النشاط الشبابي ومكافحة تغير البيئة والعنصرية والنسوية والإجهاض وإغاثة الدول النامية واللجوء.

## القصة
يعيش الأب تيم والأم ميلينا في منزل واحد مع توأميهما فريدا وجون، إلى جانب طفل ميلينا ديو، من علاقة سابقة في كينيا. يعيش أفراد الأسرة معاً، لكن بشكل متوازٍ، كلٌ في غرفته وعالمه الصغير. الأب تيم يرى نفسه مثقفاً يسارياً، لكنه يعمل في شركة علاقات عامة على حملات شركة تدمر البيئة. والأم ميلينا تعمل على تمويل مشاريع مسرحية في كينيا من وزارة التنمية في الحكومة الألمانية، وتتنقل من طائرة إلى أخرى لتلحق بمواعيد العمل واجتماعاتها. والابنة المراهقة فريدا تقضي وقتها مع الأصدقاء في النوادي الليلية وفي تظاهرات الناشطين البيئيين، وشقيقها التوأم جون يعزل نفسه في غرفته في عالم ألعاب الواقع الافتراضي، غير قادر على بناء علاقة إنسانية خارجها. يعاني التوأمان من جفاف عاطفي وقلّة اهتمام والديهما بهما. كما يشوب جفاف عاطفي العلاقة بين الوالدين نفسيهما، التي لا تبدو قابلة للإصلاح.
عندما تموت مدبرة المنزل فجأة، تبدأ فرح، بالعمل لدى هذه الأسرة كمدبرة منزل. مع دخولها إلى منزلهم، يبدأون، واحدًا تلو الآخر، في الكشف عن مشاعر مدفونة وحقائق مخفية، وهي تعرضهم على قرصها الضوئي المعروف باسم جهاز لوسيا، الذي اخترعه عالم نمساوي، ويمكن المتعرض لأضوائه من توسيع مدارك وعيه، على النحو الذي يصله المرء في تجارب الاقتراب من الموت، محاكيًا تأثير عقار "إل إس دي" و"دي إم تي".

## الممثلون
- لارس أيدينجر في دور الأب تيم إنغلز
- نيكوليت كريبيتز في دور الأم ميلينا إنغلز
- تالا الدين في دور فرح
- إلكه بيسندورفر في دور فريدا إنغلز
- يوليوس جوز في دور جون إنغلز
- إلياس إلدريدغ في دور ديو
- ماكس كروك في دور يان وزنياك
- دانييل غريف في دور جوزيف
- روبي إم. ليشتنبرغ في دور زازي
- آنا شيرين هابيدانك في دور إلسا
- شير إل أوغلو في دور دكتور شول
- مضر رمضان في دور كريم

## الإنتاج
بدأ التصوير الرئيسي في 25 سبتمبر 2023 في مواقع في برلين وكولونيا ونيروبي. وانتهى التصوير في 16 ديسمبر 2023 بمواقع التصوير في مناطق ألمانيا مثل برلين وشمال الراين-وستفاليا وكينيا.

## روابط خارجية
- مقالات تستعمل روابط فنية بلا صلة مع ويكي بيانات